# Eufemismo
Un eufemismo es una palabra o expresión menos ofensiva que sustituye a otra de mal gusto  que puede ofender o sugerir algo no placentero o peyorativo al oyente. También puede ser la palabra o expresión que sustituye a nombres secretos o sagrados para evitar revelar estos a los no iniciados. Algunos eufemismos tienen la intención de ser cómicos. Se produce cuando se pretende usar palabras inofensivas o expresiones para desorientar, evadir, o evitar hacernos conscientes de una realidad cruda y desagradable. A menudo el propio eufemismo pasa a ser considerado vulgar con el tiempo para ser sustituido de nuevo. Cabe indicar que el eufemismo no siempre reemplaza palabras de la jerga en un idioma, sino que muchas veces sustituye palabras aceptadas en el uso normal, pero que por alguna razón se consideran tabúes, o al menos que pueden ser rechazadas o molestas para una parte del auditorio.
Los eufemismos son muy empleados en el lenguaje políticamente correcto para evitar posibles ofensas a grupos de individuos, o como instrumento de manipulación del lenguaje para hacer más fácil la aceptación por la "masa" de ideologías que, expuestas de otro modo, resultarían reprobables. También se emplean eufemismos para suavizar blasfemias: en francés se tiene parbleu en lugar de par Dieu. En español tenemos diantre en vez de diablo y diez o sos sustituyendo a Dios en varias expresiones bonitas. Lo contrario de un eufemismo es un disfemismo.

## Etimología
La palabra eufemismo proviene de la palabra griega euphemia (εὐφημία), de las raíces griegas eu (εὗ), "bueno/bien" + pheme (φήμί) "habla(r)". Eupheme era originalmente una palabra o frase usada en lugar de una palabra o frase religiosa que no debía pronunciarse en voz alta; etimológicamente, es el opuesto del disfemismo o expresión deliberadamente ofensiva o insultante que sustituye a otra neutral, o a la blasfemia (injuria o insulto hacia dios). El primer ejemplo de palabras tabú que requieren del uso de un eufemismo son los nombres indecibles de algunas deidades, como Perséfone, Hécate, o Némesis.

## Ejemplos
Ejemplos de eufemismos serían:
| Eufemismo                                    | Significado |
| -------------------------------------------- | --- |
| «interrogando físicamente»                   | tortura[1] |
| «... completó su ciclo de vida en paz...»[2] | haciendo público el fallecimiento de una persona a través de una esquela, evitando implícita o explícitamente hacer alusión a alguna concepción religiosa o mística |

## Características y lexicalización
Según el Diccionario de la lengua española, un eufemismo es una «manifestación suave o decorosa de ideas cuya recta o franca expresión sería dura o  malsonante». Es decir,  es una voz más elegante, vaga o ambigua  que sustituye a otra cuya denominación resulta inoportuna, ofensiva, vulgar o hiriente en una determinada situación comunicativa. Este  tipo de sustitución léxica  ya era frecuente en las sociedades primitivas en la que se evitaba totalmente mencionar las palabras tabúes ˗˗términos socioculturalmente prohibidos˗˗, sobre todo, las de carácter religioso (Dios, demonio). Aunque esta mentalidad basada en la creencia ha cambiado notablemente gracias a la instrucción y al aumento del nivel cultural, aún existe esta preocupación lingüística en algunas sociedades civilizadas.  En el Renacimiento, en cambio, se desarrollaron otro  tipo de sustitutos eufemísticos como: suplemento del sol (por lámpara), el consejero de las gracias (por espejo), baño interior (por vaso de agua), el trono del pudor (por mejillas), etc. No obstante, esta interdicción de carácter estético culminó con el preciosismo francés del siglo XVII.
Como señala Chamizo Domínguez, «desde el punto de vista sincrónico, la interpretación de un eufemismo debe permanecer ambigua». Esto implica que el eufemismo pierde su efecto cognitivo si se sustituye por otra palabra, otro eufemismo u otra palabra tabú. Además, la comprensión del eufemismo depende del contexto del acto comunicativo y de que hablante y oyente compartan unos usos sociales y unas convenciones determinadas.
Diacrónicamente, un eufemismo atraviesa diferentes etapas: en una primera introducción, el eufemismo es novedoso cuando se crea ad hoc, sin pertenecer a una red cognitiva determinada y sin ser predecible, no obstante, el oyente es capaz de comprender su sentido gracias al contexto en el que se ha creado; en una segunda fase nos encontramos aquellos eufemismos de uso común, bien conocidos por hablantes y oyentes, pero que aún conservan tanto su sentido eufemístico y como su sentido literal (eufemismo semilexicalizado); finalmente, están los eufemismos cuyo origen eufemístico se ha perdido; estos son eufemismos muertos o lexicalizados porque el significado literal original de la palabra se ha perdido. Como apunta Armenta Moreno, la relatividad de los eufemismos (y también de los disfemismos) los hace cambiantes, es decir, sufren un proceso de desgaste. Este desgaste supone que, una vez reconocidos como tales, empiezan un proceso de debilitación en el que reclamarán otro sustituto que cumpla su función atenuadora o envilecedora respectivamente. Al depender de las variables pragmáticas de la época y sociedad en la que nacen, presentan una gran inestabilidad. Los eufemismos generan una transformación en la percepción de la realidad, no en la realidad misma.
Al lexicalizarse, el eufemismo pierde su ambigüedad; en ocasiones ocurre que el mismo eufemismo se convierte en una palabra tabú, por lo que habría que buscar un eufemismo nuevo para denominar esa realidad. Otras veces puede suceder que ese eufemismo lexicalizado «se recicle» y se utilice para otras cosas.

## El eufemismo como fenómeno social
Al ser un acto del habla, el significado del eufemismo no dependerá de la propia palabra sino del sentido que hablantes y oyentes le quieran dar en un determinado contexto así como de las intenciones del hablante. En estas circunstancias, la barrera entre eufemismo y disfemismo se difumina y puede ocurrir que haya una alternancia entre ellos, es decir, que el eufemismo se convierta en disfemismo y viceversa, como propone Chamizo Domínguez.
Como ya se ha explicado anteriormente, los eufemismos desempeñan la función principal de sustituir a aquellas voces socialmente ofensivas o inaceptables en una determinada situación comunicativa por otras más «elegantes»; no obstante, esta no es su único propósito ya que, como apunta el autor Pedro J. Chamizo Domínguez, el eufemismo sirve a otras funciones secundarias. De este modo, empleamos los eufemismos como mecanismo de cortesía (mi señor esposo por marido, o mi señora esposa por mi mujer), para elevar la dignidad de una profesión u oficio (asistente técnico sanitario en lugar de enfermero, operario de cementerio para enterrador, asistente ejecutiva para secretaria , «experto en la eliminación de residuos sólidos urbanos» para basurero, clínica del calzado por zapatería o boutique del pan por panadería), para dignificar a personas que sufren enfermedades o minusvalías o atraviesan circunstancias penosas (tercera edad en lugar de viejos, invidente por ciego, «baja incentivada» por despido), para ser políticamente correcto (tercer mundo para referirse a países pobres, personas en riesgo de exclusión social para referirse a pobres, mayores o de la tercera edad por viejos, o internos o reclusos por presos, etc.), para suavizar la evocación de una situación penosa o triste (pasar a mejor vida, no estar entre nosotros o descansar en el Señor por morir, o dar un paseo por fusilar). Chamizo Domínguez también apunta al uso del eufemismo como un modo de «manipular objetos ideológicamente». Así, podemos emplear embrión en lugar de feto y decir interrupción voluntaria del embarazo en vez de aborto. El eufemismo se emplea también como mecanismo para evitar ofensas de carácter étnico o sexual (gay en lugar de hombre homosexual o lesbiana para mujer homosexual, afroamericano para negro, caucásico para blanco).

## Clasificación de los eufemismos
Se han propuesto varias clasificaciones sobre su proceso de formación: unas elaboradas a partir de criterios lingüísticos y otras sobre la base de las causas extralingüísticas que lo genera. Entre ellas cabe destacar la que ha propuesto Albelda Marco:

### Nivel paralingüístico
- La entonación y los gestos:
  - Un insulto como imbécil o cabrón emitido en un tono cariñoso o esbozado con una sonrisa.

### Nivel fonético
- La modificación en algún fonema de la palabra que se desea evitar: jolín (joder).
- La reducción del término o expresión: narco (narcotraficante).
- La sustitución paronímica (sustitución por otra palabra fonéticamente afín que la suaviza): joroba (joder).

### Nivel morfológico
- La derivación mediante sufijos o prefijos: cabroncete.
- La composición: tercer mundo (países pobres).
- El cambio de género flexivo: ir de coña o ser una pájara.

### Nivel sintáctico
- Omisión y elipsis: irse a la m (irse a la mierda).
- Fórmulas eufemísticas y aposiciones ritualizadas: es un cagón, con perdón.
- Agrupación sintagmática de palabras: amiga de turno (prostituta).

### Nivel léxico
- Extranjerismos: doping (consumo de drogas).
- Cultismos: beodo (borracho).
- Tecnicismos y jergalismos: dipsómano (borracho), comercial  (vendedor), caballo (heroína).

### Nivel semántico
- Metáfora: pérdida o descanso (muerte).
- Metonimia  y sinécdoque: daños colaterales (víctimas civiles).
- Antonomasia: ser un pequeño Hitler (tirano).
- Antífrasis: ejército de pacificación o guerra humanitaria.
- Lítotes: sin papeles (inmigrantes).
- Perífrasis y circunloquios: asentamientos de vivienda precaria  (chabolas; en Argentina, villas miseria).
- Términos genéricos: extranjero (inmigrante), acción (ataque o bombardeo).